# トウヨウモンカゲロウ
トウヨウモンカゲロウ（東洋紋蜉蝣、学名：Ephemera orientalis）は、現在生息している翅のある昆虫の中では、最も起源が古いグループに入るカゲロウ目の中の一つ。
体は柔らかく、大きな前羽と小さな後ろ羽があり、口は退化している。幼虫は水中に住む。トウヨウモンカゲロウの幼虫は、湖や沼、川の中流の流れの緩やかなところに住む。腹部のエラで呼吸している。羽化すると亜成虫になり、更に脱皮して成虫になる。藻類などを食べる。
- モンカゲロウ科トウヨウモンカゲロウ目
- 大きさ　13〜17mm
- 生息場所　北海道〜九州
- 活動時期　5〜11月